# De zielsverwantschappen
De zielsverwantschappen (Les affinités électives) is een schilderij uit 1933 van de Belgische surrealistische schilder René Magritte. Het werk is in particulier bezit.
Het schilderij toont, tegen een neutrale achtergrond, een vogelkooi die geheel gevuld is met een enorm wit ei. De vormen van de houten onderdelen van de ophanging van de kooi zijn elementen die ook in andere werken van Magritte terugkeren. 
Er is een uit 1932 daterende gouache met dezelfde titel en inhoud, dat mede de basis vormt voor de beeldentaal van de schilder.
Magrittes werken ontstonden (evenals de soms verwarrende titels) vaak uit gedachteassociaties, uit een vermenging van droom en werkelijkheid of, zoals hij bij het ontstaan van dit werk opmerkte, een 'heerlijke vergissing', waarin oorzaak en gevolg lijken te zijn omgedraaid.
In de lezing 'La ligne de vie' (De levenslijn, 1938} zegt Magritte het volgende:
"Ik werd wakker in een kamer waarin een kooi met een slapende vogel stond. Een heerlijke vergissing deed mij de kooi zien alsof de vogel was verdwenen en was vervangen door een ei. Ik was daar een nieuw, verbazingwekkend poëtisch geheim op het spoor gekomen, want de schok die ik voelde was juist veroorzaakt door de verwantschap tussen twee objecten, de kooi en het ei, terwijl deze tevoren was veroorzaakt door het samengaan van twee vreemde objecten."